# Especiació parapàtrica

Comparació d'especiació al·lopàtrica, peripàtrica, parapàtrica i simpàtrica.

En biogeografia, parapàtrica és la relació entre organismes on les àrees no se superposen de manera significativa, però són immediatament adjacents entre si, sinó que només es presenten junts en una zona de contacte estreta. Aquesta distribució geogràfica s'oposa a la simpatria (mateixa zona) i al·lopàtrica o peripàtrica (dos casos d'àrees diferents).
Aquesta distribució pot causar l'especiació en espècies germanes en el temps, un procés anomenat especiació parapàtrica.

## Model d'especiació parapàtrica
En el model d'especiació parapàtrica, la població d'una espècie constitueix una o amb més petites subpoblacions diferents biogeogràficament, superposició contínua o zona de contacte mínima entre les poblacions. Aquesta zona de contacte mínim pot ser el resultat de la dispersió desigual o distribució, barreres geogràfiques incompletes, o expressions divergents de comportament dels animals, entre altres coses. Una distribució de la població parapàtrica pot resultar en l'aparellament no aleatori i desigual del flux de gens, que aleshores pot donar com a resultat a un augment del dimorfisme entre les poblacions. L'especiació parapàtrica és diferent de l'especiació al·lopàtrica (on una barrera física absoluta es forma entre dues poblacions d'una espècie), l'especiació peripàtrica (en el qual una subpoblació d'una espècie entra en un nou nínxol que es converteix geogràficament aïllada), i l'especiació simpàtrica (en el qual un polimorfisme genètic es produeix dins d'una població contínua amb el flux de gens iguals). A l'especiació parapàtrica, hi ha una barrera intrínseca d'aparellament no aleatori i pressions diferents de selecció que creen un desigual flux de gens. L'especialització parapàtrica és la culminació d'aquest efecte desigual de flux de gens, on el dimorfisme genotip entre els resultats de les poblacions en l'especiació de la població i redefineix la població en dues o més espècies germanes.

## Ambients degradats
A causa de la naturalesa contínua de la distribució de la població parapàtrica, els nínxols de població sovint se superposen i produeixen un continu en el paper ecològic de l'espècie a través d'un ambient degradat. Mentre que en l'especiació al·lopàtrica o peripàtrica - en què geogràficament subpoblacions aïllades poden produir nínxols discretament separats - el menor flux de gens d'especiació parapàtrica produeix freqüentment una clina en què una variació en les pressions evolutives provoca un canvi que es produeixi en les freqüències d'al·lels en el patrimoni genètic entre poblacions. Aquest ambient degradat en última instància es tradueix en espècies germanes genèticament diferents.

## Variació clinal
En l'especiació parapàtrica pot passar a través d'un conjunt de poblacions veïnes on cadascuna es poden entrecreuar amb poblacions més properes, però les poblacions finals estan massa allunyades per creuar-s'hi. Aquesta distribució de la població d'una espècie es coneix amb el nom de variació clinal. Quan una població ancestral amplia la seva àrea al voltant d'una barrera geogràfica i diferenciada (encara que el flux de gens és de baix nivell), l'aïllament reproductiu es produeix entre les poblacions terminals. Això resulta en poblacions tècnicament contínues que se sotmeten a l'especiació parapàtrica; la fertilitat es correlaciona negativament amb la distància entre les poblacions, i les poblacions terminals entre les variacions clinals es converteixen en espècies diferents germanes.

## Exemples
Anolis roquet, la variació en els trets quantitatius, papada i dors de color, patró de color, les proporcions corporals i la disposició de les escates han demostrat l'especiació incipient parapàtrica entre conjunts adjacents de les poblacions. Grans divergències de caràcters quantitatius es van observar diferències amb l'associació en l'hàbitat en lloc de l'àrea geogràfica al·lopàtrica.
La contaminació de mines en una àrea ha causat que l'herba de l'espècie Anthoxanthum se sotmetés a l'especiació parapàtrica, mitjançant la creació d'una pressió de selecció per a la tolerància dels contaminants metàl·lics. Això canvia el temps de floració de l'herba i crea una forta selecció en contra de l'encreuament, causant que moltes plantes de la població esdevinguin autopol·linitzadores.
La salamandra del gènere Gyrinophilus Gyrinophilus palleucus, s'utilitza el cronometratge qualitatiu de la migració per entendre les diferències en el flux de gens entre la cova-habitatge i poblacions contínues que habiten la superfície. El flux genètic concentrat i la mitjana dels resultats de temps de migració causen una distribució heterogenètica i una especiació parapàtrica contínua entre les poblacions.
En les gimnospermes Ephedra d'Amèrica del Nord, la inferència bayesiana de marcadors moleculars d'ADN s'utilitza per estimar les divergències d'espècies germanes. Els models de nínxol ecològic es generen per a espècies germanes parapàtriques i simpàtriques, resultant en evidència la divergència nínxol parapàtrica per a l'espècie germana parells E. californica i E. trifurca.
L'especiació parapàtrica pot estar associada amb la selecció d'un paisatge depenent diferencial. Fins i tot si hi ha un flux gènic entre les dues poblacions, una forta selecció diferencial pot impedir l'assimilació i diferents espècies poden arribar a desenvolupar. Les diferències d'hàbitat pot ser més important en el desenvolupament d'aïllament reproductiu que el temps d'aïllament. Els llangardaixos rocosos del Caucas Darevskia rudis, D. valentini i D. rudis s'hibriden entre si en la seva zona híbrida. Tanmateix la hibridació és més forta entre D. valentini i en altres dues espècies, que es van separar més tard, però viuen en hàbitats climàticament diferents.